# Championship League 2012
Die Championship League 2012 war ein Einladungsturnier der Snooker-Saison 2011/12. Verteilt über 4 Termine wurden 7 Gruppenrunden und die finale Winners’ Group gespielt. Auch bei der fünften Austragung des Wettbewerbs seit 2008 war der Crondon Park Golf Club im Distrikt Chelmsford der Spielort.
Titelverteidiger Matthew Stevens schied in Gruppe 4 aus. Das Finale bestritten Ding Junhui und Judd Trump. Der Chinese gewann mit 3:1 und holte sich den 9. Titel auf der Profitour, zum dritten Mal bei einem Einladungsturnier.

## Preisgeld
Traditionell wurden die Prämien nach einer Mischung aus Zahl der gewonnenen Frames und der erreichten Runde verteilt. Das Preisgeldschema blieb im fünften Jahr unverändert.
| Gruppen 1–7                            | Preisgeld |
| -------------------------------------- | --------- |
| Sieger                                 | 3.000 £   |
| Finalist                               | 2.000 £   |
| Halbfinalist                           | 1.000 £   |
| Prämie pro Framegewinn (K.-o.-Phase)   | 300 £     |
| Prämie pro Framegewinn (Gruppenspiele) | 100 £     |
| Höchstes Break                         | 500 £     |

| Winners’ Group                         | Preisgeld |
| -------------------------------------- | --------- |
| Turniersieger                          | 10.000 £  |
| Finalist                               | 5.000 £   |
| Halbfinalist                           | 3.000 £   |
| Prämie pro Framegewinn (K.-o.-Phase)   | 300 £     |
| Prämie pro Framegewinn (Gruppenspiele) | 200 £     |
| Höchstes Break                         | 1.000 £   |

## Qualifikationsgruppen
In jeder der sieben Gruppen treten sieben Spieler im Round-Robin-Modus gegeneinander an. Die ersten vier Spieler jeder Gruppe kommen weiter in die K.-o.-Phase, in der um den Gruppensieg gespielt wird. Der Gewinner qualifiziert sich für die abschließende Winners’ Group. Die in der K.-o.-Phase unterlegenen Spieler sowie der auf Rang 5 platzierte Spieler treten in der folgenden Gruppe zusammen mit zwei neuen Spielern wieder an. Die beiden Gruppenletzten scheiden aus.
Wie in den Vorjahren begann das Turnier am Jahresanfang. Verteilt auf 4 Termine in den ersten drei Monaten wurden 8 Gruppenrunden inklusive der abschließenden Winners’ Group ausgetragen.

### Gruppe 1
Die Spiele der ersten Gruppe fanden am 9. und 10. Januar 2012 statt. Judd Trump tat in der Gruppenphase nur das Notwendige, sicherte sich dann aber mit zwei K.-o.-Siegen den Platz in der Finalgruppe. Je zwei Siege für Andrew Higginson und Ali Carter waren in der Vorrunde zu wenig, sie schieden aus dem Turnier aus.

#### Gruppenspiele
| Spiel | Spieler 1        | Ergebnis | Spieler 2        |
| ----- | ---------------- | -------- | ---------------- |
| 1     | Matthew Stevens  | 31:31    | Mark Selby       |
| 2     | Shaun Murphy     | 32:32    | Judd Trump       |
| 3     | Ali Carter       | 31:31    | Mark Davis       |
| 4     | Andrew Higginson | 13:13    | Matthew Stevens  |
| 5     | Mark Selby       | 23:23    | Shaun Murphy     |
| 6     | Judd Trump       | 03:03    | Ali Carter       |
| 7     | Mark Davis       | 13:13    | Andrew Higginson |
| 8     | Matthew Stevens  | 32:32    | Shaun Murphy     |
| 9     | Mark Selby       | 13:13    | Judd Trump       |
| 10    | Ali Carter       | 03:03    | Andrew Higginson |
| 11    | Shaun Murphy     | 13:13    | Andrew Higginson |
| 12    | Mark Davis       | 23:23    | Judd Trump       |

| Spiel | Spieler 1        | Ergebnis | Spieler 2        |
| ----- | ---------------- | -------- | ---------------- |
| 1     | Matthew Stevens  | 31:31    | Mark Selby       |
| 2     | Shaun Murphy     | 32:32    | Judd Trump       |
| 3     | Ali Carter       | 31:31    | Mark Davis       |
| 4     | Andrew Higginson | 13:13    | Matthew Stevens  |
| 5     | Mark Selby       | 23:23    | Shaun Murphy     |
| 6     | Judd Trump       | 03:03    | Ali Carter       |
| 7     | Mark Davis       | 13:13    | Andrew Higginson |
| 8     | Matthew Stevens  | 32:32    | Shaun Murphy     |
| 9     | Mark Selby       | 13:13    | Judd Trump       |
| 10    | Ali Carter       | 03:03    | Andrew Higginson |
| 11    | Shaun Murphy     | 13:13    | Andrew Higginson |
| 12    | Mark Davis       | 23:23    | Judd Trump       |

| Spiel | Spieler 1       | Ergebnis | Spieler 2        |
| ----- | --------------- | -------- | ---------------- |
| 13    | Matthew Stevens | 31:31    | Mark Davis       |
| 14    | Mark Selby      | 23:23    | Ali Carter       |
| 15    | Judd Trump      | 23:23    | Andrew Higginson |
| 16    | Shaun Murphy    | 03:03    | Mark Davis       |
| 17    | Mark Selby      | 31:31    | Andrew Higginson |
| 18    | Matthew Stevens | 03:03    | Ali Carter       |
| 19    | Shaun Murphy    | 32:32    | Ali Carter       |
| 20    | Mark Selby      | 23:23    | Mark Davis       |
| 21    | Judd Trump      | 30:30    | Matthew Stevens  |

| Spiel | Spieler 1       | Ergebnis | Spieler 2        |
| ----- | --------------- | -------- | ---------------- |
| 13    | Matthew Stevens | 31:31    | Mark Davis       |
| 14    | Mark Selby      | 23:23    | Ali Carter       |
| 15    | Judd Trump      | 23:23    | Andrew Higginson |
| 16    | Shaun Murphy    | 03:03    | Mark Davis       |
| 17    | Mark Selby      | 31:31    | Andrew Higginson |
| 18    | Matthew Stevens | 03:03    | Ali Carter       |
| 19    | Shaun Murphy    | 32:32    | Ali Carter       |
| 20    | Mark Selby      | 23:23    | Mark Davis       |
| 21    | Judd Trump      | 30:30    | Matthew Stevens  |

#### Tabelle
| Pos. | Spieler          | Gegner | Gegner | Gegner | Gegner | Gegner | Gegner | Gegner | Partien | Frames | Punkte | Preisgeld NB |
| ---- | ---------------- | ------ | ------ | ------ | ------ | ------ | ------ | ------ | ------- | ------ | ------ | ------------ |
| Pos. | Spieler          | SEL    | DAV    | MUR    | TRU    | STE    | HIG    | CAR    | Partien | Frames | Punkte | Preisgeld NB |
| 1    | Mark Selby       |        | 3:2    | 3:2    | 3:1    | 3:1    | 1:3    | 3:2    | 5:1     | 16:11  | 5      | 2900 £       |
| 2    | Mark Davis       | 2:3    |        | 0:3    | 3:2    | 3:1    | 3:1    | 3:1    | 4:2     | 14:11  | 4      | 2700 £       |
| 3    | Shaun Murphy     | 2:3    | 3:0    |        | 2:3    | 3:2    | 3:1    | 2:3    | 3:3     | 15:12  | 3      | 5000 £       |
| 4    | Judd Trump       | 1:3    | 2:3    | 3:2    |        | 0:3    | 3:2    | 3:0    | 3:3     | 12:13  | 3      | 6000 £       |
| 5    | Matthew Stevens  | 1:3    | 1:3    | 2:3    | 3:0    |        | 1:3    | 3:0    | 2:4     | 11:12  | 2      | 1100 £       |
| 6    | Andrew Higginson | 3:1    | 1:3    | 1:3    | 2:3    | 3:1    |        | 0:3    | 2:4     | 10:14  | 2      | HB1500 £ HB  |
| 7    | Ali Carter       | 2:3    | 1:3    | 3:2    | 0:3    | 0:3    | 3:0    |        | 2:4     | 9:14   | 2      | 0900 £       |

Qualifikation für das Halbfinale der Gruppe 1
Qualifikation für Gruppe 2

#### K.-o.-Phase
|  | Halbfinale Best of 5 Frames | Halbfinale Best of 5 Frames | Halbfinale Best of 5 Frames |  |  | Finale Best of 5 Frames | Finale Best of 5 Frames | Finale Best of 5 Frames |
|  |                             |                             |                             |  |  |                         |                         |                         |
|  |                             |                             |                             |  |  |                         |                         |                         |
|  | 1                           | Mark Selby                  | 1                           |  |  |                         |                         |                         |
|  | 4                           | Judd Trump                  | 3                           |  |  |                         |                         |                         |
|  |                             |                             |                             |  |  | 4                       | Judd Trump              | 3                       |
|  |                             |                             |                             |  |  | 3                       | Shaun Murphy            | 2                       |
|  | 2                           | Mark Davis                  | 1                           |  |  |                         |                         |                         |
|  | 3                           | Shaun Murphy                | 3                           |  |  |                         |                         |                         |
|  |                             |                             |                             |  |  |                         |                         |                         |

### Gruppe 2
Die Spiele der Gruppe 2 wurden am 11. und 12. Januar ausgetragen. Mark Selby sicherte sich ungeschlagen zum zweiten Mal den Gruppensieg, verlor aber dann das entscheidende Endspiel mit 0:3 gegen Shaun Murphy, der damit weiterkam. Mit Stuart Bingham und Mark Williams schieden zwei Spieler, die neu hinzugekommen waren, umgehend wieder aus. Neil Robertson blieb als einzigem Neuzugang eine weitere Chance in Gruppe 3.

#### Gruppenspiele
| Spiel | Spieler 1       | Ergebnis | Spieler 2       |
| ----- | --------------- | -------- | --------------- |
| 1     | Shaun Murphy    | 31:31    | Mark Selby      |
| 2     | Mark Davis      | 13:13    | Matthew Stevens |
| 3     | Mark Williams   | 23:23    | Neil Robertson  |
| 4     | Stuart Bingham  | 31:31    | Shaun Murphy    |
| 5     | Mark Selby      | 13:13    | Mark Davis      |
| 6     | Matthew Stevens | 32:32    | Mark Williams   |
| 7     | Neil Robertson  | 30:30    | Stuart Bingham  |
| 8     | Shaun Murphy    | 03:03    | Mark Davis      |
| 9     | Mark Selby      | 23:23    | Matthew Stevens |
| 10    | Mark Williams   | 30:30    | Stuart Bingham  |
| 11    | Mark Davis      | 03:03    | Stuart Bingham  |
| 12    | Neil Robertson  | 23:23    | Matthew Stevens |

| Spiel | Spieler 1       | Ergebnis | Spieler 2       |
| ----- | --------------- | -------- | --------------- |
| 1     | Shaun Murphy    | 31:31    | Mark Selby      |
| 2     | Mark Davis      | 13:13    | Matthew Stevens |
| 3     | Mark Williams   | 23:23    | Neil Robertson  |
| 4     | Stuart Bingham  | 31:31    | Shaun Murphy    |
| 5     | Mark Selby      | 13:13    | Mark Davis      |
| 6     | Matthew Stevens | 32:32    | Mark Williams   |
| 7     | Neil Robertson  | 30:30    | Stuart Bingham  |
| 8     | Shaun Murphy    | 03:03    | Mark Davis      |
| 9     | Mark Selby      | 23:23    | Matthew Stevens |
| 10    | Mark Williams   | 30:30    | Stuart Bingham  |
| 11    | Mark Davis      | 03:03    | Stuart Bingham  |
| 12    | Neil Robertson  | 23:23    | Matthew Stevens |

| Spiel | Spieler 1       | Ergebnis | Spieler 2       |
| ----- | --------------- | -------- | --------------- |
| 13    | Shaun Murphy    | 32:32    | Neil Robertson  |
| 14    | Mark Selby      | 23:23    | Mark Williams   |
| 15    | Matthew Stevens | 13:13    | Stuart Bingham  |
| 16    | Mark Davis      | 32:32    | Neil Robertson  |
| 17    | Mark Selby      | 23:23    | Stuart Bingham  |
| 18    | Shaun Murphy    | 03:03    | Mark Williams   |
| 19    | Mark Davis      | 03:03    | Mark Williams   |
| 20    | Mark Selby      | 13:13    | Neil Robertson  |
| 21    | Shaun Murphy    | 31:31    | Matthew Stevens |

| Spiel | Spieler 1       | Ergebnis | Spieler 2       |
| ----- | --------------- | -------- | --------------- |
| 13    | Shaun Murphy    | 32:32    | Neil Robertson  |
| 14    | Mark Selby      | 23:23    | Mark Williams   |
| 15    | Matthew Stevens | 13:13    | Stuart Bingham  |
| 16    | Mark Davis      | 32:32    | Neil Robertson  |
| 17    | Mark Selby      | 23:23    | Stuart Bingham  |
| 18    | Shaun Murphy    | 03:03    | Mark Williams   |
| 19    | Mark Davis      | 03:03    | Mark Williams   |
| 20    | Mark Selby      | 13:13    | Neil Robertson  |
| 21    | Shaun Murphy    | 31:31    | Matthew Stevens |

#### Tabelle
| Pos. | Spieler         | Gegner | Gegner | Gegner | Gegner | Gegner | Gegner | Gegner | Partien | Frames | Punkte | Preisgeld NB |
| ---- | --------------- | ------ | ------ | ------ | ------ | ------ | ------ | ------ | ------- | ------ | ------ | ------------ |
| Pos. | Spieler         | SEL    | MUR    | DAV    | ROB    | STE    | BIN    | WIL    | Partien | Frames | Punkte | Preisgeld NB |
| 1    | Mark Selby      |        | 3:1    | 3:1    | 3:1    | 3:2    | 3:2    | 3:2    | 6:0     | 18:9   | 6      | 4700 £       |
| 2    | Shaun Murphy    | 1:3    |        | 3:0    | 2:3    | 1:3    | 3:1    | 3:0    | 3:3     | 13:10  | 3      | 6100 £       |
| 3    | Mark Davis      | 1:3    | 0:3    |        | 2:3    | 3:0    | 3:0    | 3:0    | 3:3     | 12:9   | 3      | 2200 £       |
| 4    | Neil Robertson  | 1:3    | 3:2    | 3:2    |        | 3:2    | 0:3    | 2:3    | 3:3     | 12:15  | 3      | HB3000 £ HB  |
| 5    | Matthew Stevens | 2:3    | 3:1    | 0:3    | 2:3    |        | 3:1    | 2:3    | 2:4     | 12:14  | 2      | 1300 £       |
| 6    | Stuart Bingham  | 2:3    | 1:3    | 0:3    | 3:0    | 1:3    |        | 3:0    | 2:4     | 10:12  | 2      | 1000 £       |
| 7    | Mark Williams   | 2:3    | 0:3    | 0:3    | 3:2    | 3:2    | 0:3    |        | 2:4     | 8:16   | 2      | 0800 £       |

Qualifikation für das Halbfinale der Gruppe 2
Qualifikation für Gruppe 3

#### K.-o.-Phase
|  | Halbfinale Best of 5 Frames | Halbfinale Best of 5 Frames | Halbfinale Best of 5 Frames |  |  | Finale Best of 5 Frames | Finale Best of 5 Frames | Finale Best of 5 Frames |
|  |                             |                             |                             |  |  |                         |                         |                         |
|  |                             |                             |                             |  |  |                         |                         |                         |
|  | 1                           | Mark Selby                  | 3                           |  |  |                         |                         |                         |
|  | 4                           | Neil Robertson              | 1                           |  |  |                         |                         |                         |
|  |                             |                             |                             |  |  | 1                       | Mark Selby              | 0                       |
|  |                             |                             |                             |  |  | 2                       | Shaun Murphy            | 3                       |
|  | 2                           | Shaun Murphy                | 3                           |  |  |                         |                         |                         |
|  | 3                           | Mark Davis                  | 0                           |  |  |                         |                         |                         |
|  |                             |                             |                             |  |  |                         |                         |                         |

### Gruppe 3
Die Partien der Gruppe 3 fanden am 23. und 24. Januar statt. Zum dritten Mal gewann Mark Selby souverän die Platzierungsrunde, zum dritten Mal verlor er im K.-o., knapp besser war im Endspiel Neil Robertson, der im zweiten Anlauf die Qualifikation für die Endrunde schaffte. Von drei Neuzugängen schieden mit Martin Gould und Stephen Hendry erneut zwei sofort wieder aus, nur Jamie Cope rettete sich in die nächste Gruppe.

#### Gruppenspiele
| Spiel | Spieler 1       | Ergebnis | Spieler 2       |
| ----- | --------------- | -------- | --------------- |
| 1     | Mark Selby      | 03:03    | Mark Davis      |
| 2     | Neil Robertson  | 23:23    | Matthew Stevens |
| 3     | Martin Gould    | 31:31    | Jamie Cope      |
| 4     | Stephen Hendry  | 32:32    | Mark Selby      |
| 5     | Mark Davis      | 23:23    | Neil Robertson  |
| 6     | Matthew Stevens | 31:31    | Martin Gould    |
| 7     | Jamie Cope      | 23:23    | Stephen Hendry  |
| 8     | Mark Selby      | 03:03    | Neil Robertson  |
| 9     | Mark Davis      | 32:32    | Matthew Stevens |
| 10    | Martin Gould    | 23:23    | Stephen Hendry  |
| 11    | Neil Robertson  | 13:13    | Stephen Hendry  |
| 12    | Jamie Cope      | 30:30    | Matthew Stevens |

| Spiel | Spieler 1       | Ergebnis | Spieler 2       |
| ----- | --------------- | -------- | --------------- |
| 1     | Mark Selby      | 03:03    | Mark Davis      |
| 2     | Neil Robertson  | 23:23    | Matthew Stevens |
| 3     | Martin Gould    | 31:31    | Jamie Cope      |
| 4     | Stephen Hendry  | 32:32    | Mark Selby      |
| 5     | Mark Davis      | 23:23    | Neil Robertson  |
| 6     | Matthew Stevens | 31:31    | Martin Gould    |
| 7     | Jamie Cope      | 23:23    | Stephen Hendry  |
| 8     | Mark Selby      | 03:03    | Neil Robertson  |
| 9     | Mark Davis      | 32:32    | Matthew Stevens |
| 10    | Martin Gould    | 23:23    | Stephen Hendry  |
| 11    | Neil Robertson  | 13:13    | Stephen Hendry  |
| 12    | Jamie Cope      | 30:30    | Matthew Stevens |

| Spiel | Spieler 1       | Ergebnis | Spieler 2       |
| ----- | --------------- | -------- | --------------- |
| 13    | Mark Selby      | 23:23    | Jamie Cope      |
| 14    | Mark Davis      | 03:03    | Martin Gould    |
| 15    | Matthew Stevens | 23:23    | Stephen Hendry  |
| 16    | Neil Robertson  | 13:13    | Jamie Cope      |
| 17    | Mark Davis      | 13:13    | Stephen Hendry  |
| 18    | Mark Selby      | 32:32    | Martin Gould    |
| 19    | Neil Robertson  | 13:13    | Martin Gould    |
| 20    | Mark Davis      | 31:31    | Jamie Cope      |
| 21    | Mark Selby      | 31:31    | Matthew Stevens |

| Spiel | Spieler 1       | Ergebnis | Spieler 2       |
| ----- | --------------- | -------- | --------------- |
| 13    | Mark Selby      | 23:23    | Jamie Cope      |
| 14    | Mark Davis      | 03:03    | Martin Gould    |
| 15    | Matthew Stevens | 23:23    | Stephen Hendry  |
| 16    | Neil Robertson  | 13:13    | Jamie Cope      |
| 17    | Mark Davis      | 13:13    | Stephen Hendry  |
| 18    | Mark Selby      | 32:32    | Martin Gould    |
| 19    | Neil Robertson  | 13:13    | Martin Gould    |
| 20    | Mark Davis      | 31:31    | Jamie Cope      |
| 21    | Mark Selby      | 31:31    | Matthew Stevens |

#### Tabelle
| Pos. | Spieler         | Gegner | Gegner | Gegner | Gegner | Gegner | Gegner | Gegner | Partien | Frames | Punkte | Preisgeld NB |
| ---- | --------------- | ------ | ------ | ------ | ------ | ------ | ------ | ------ | ------- | ------ | ------ | ------------ |
| Pos. | Spieler         | SEL    | STE    | ROB    | DAV    | COP    | GOU    | HEN    | Partien | Frames | Punkte | Preisgeld NB |
| 1    | Mark Selby      |        | 1:3    | 3:0    | 3:0    | 3:2    | 2:3    | 3:2    | 4:2     | 15:10  | 4      | HB5500 £ HB  |
| 2    | Matthew Stevens | 3:1    |        | 2:3    | 3:2    | 3:0    | 1:3    | 3:2    | 4:2     | 15:11  | 4      | 3100 £       |
| 3    | Neil Robertson  | 0:3    | 3:2    |        | 2:3    | 3:1    | 3:1    | 3:1    | 4:2     | 14:11  | 4      | 6200 £       |
| 4    | Mark Davis      | 0:3    | 2:3    | 3:2    |        | 1:3    | 3:0    | 3:1    | 3:3     | 12:12  | 3      | 2800 £       |
| 5    | Jamie Cope      | 2:3    | 0:3    | 1:3    | 3:1    |        | 3:1    | 3:2    | 3:3     | 12:13  | 3      | 1200 £       |
| 6    | Martin Gould    | 3:2    | 3:1    | 1:3    | 0:3    | 1:3    |        | 3:2    | 3:3     | 11:14  | 3      | 1100 £       |
| 7    | Stephen Hendry  | 2:3    | 2:3    | 1:3    | 1:3    | 2:3    | 2:3    |        | 0:6     | 10:18  | 0      | 1000 £       |

Qualifikation für das Halbfinale der Gruppe 3
Qualifikation für Gruppe 4

#### K.-o.-Phase
|  | Halbfinale Best of 5 Frames | Halbfinale Best of 5 Frames | Halbfinale Best of 5 Frames |  |  | Finale Best of 5 Frames | Finale Best of 5 Frames | Finale Best of 5 Frames |
|  |                             |                             |                             |  |  |                         |                         |                         |
|  |                             |                             |                             |  |  |                         |                         |                         |
|  | 1                           | Mark Selby                  | 3                           |  |  |                         |                         |                         |
|  | 4                           | Mark Davis                  | 2                           |  |  |                         |                         |                         |
|  |                             |                             |                             |  |  | 1                       | Mark Selby              | 2                       |
|  |                             |                             |                             |  |  | 3                       | Neil Robertson          | 3                       |
|  | 2                           | Matthew Stevens             | 2                           |  |  |                         |                         |                         |
|  | 3                           | Neil Robertson              | 3                           |  |  |                         |                         |                         |
|  |                             |                             |                             |  |  |                         |                         |                         |

### Gruppe 4
Die Partien der Gruppe 4 fanden am 25. und 26. Januar statt. Gruppe 4 und zum vierten Mal gewann Mark Selby die „Round-Robin“-Runde, zum zweiten Mal ungeschlagen. Aber es sollte nicht sein, erneut verlor er das Endspiel, diesmal gegen Mark Davis, der im vierten Anlauf den Sprung in die Winners’ Group perfekt machte. Neben dem Titelverteidiger Matthew Stevens schied auch Stephen Lee aus, der diesmal erst dazugestoßen war. Peter Ebdon und Mark Allen, die anderen beiden Neuzugänge, blieben im Turnier.

#### Gruppenspiele
| Spiel | Spieler 1       | Ergebnis | Spieler 2       |
| ----- | --------------- | -------- | --------------- |
| 1     | Mark Selby      | 23:23    | Matthew Stevens |
| 2     | Mark Davis      | 13:13    | Jamie Cope      |
| 3     | Mark Allen      | 13:13    | Stephen Lee     |
| 4     | Peter Ebdon     | 30:30    | Mark Selby      |
| 5     | Matthew Stevens | 32:32    | Mark Davis      |
| 6     | Jamie Cope      | 23:23    | Mark Allen      |
| 7     | Stephen Lee     | 32:32    | Peter Ebdon     |
| 8     | Mark Selby      | 03:03    | Mark Davis      |
| 9     | Matthew Stevens | 32:32    | Jamie Cope      |
| 10    | Mark Allen      | 30:30    | Peter Ebdon     |
| 11    | Mark Davis      | 13:13    | Peter Ebdon     |
| 12    | Stephen Lee     | 23:23    | Jamie Cope      |

| Spiel | Spieler 1       | Ergebnis | Spieler 2       |
| ----- | --------------- | -------- | --------------- |
| 1     | Mark Selby      | 23:23    | Matthew Stevens |
| 2     | Mark Davis      | 13:13    | Jamie Cope      |
| 3     | Mark Allen      | 13:13    | Stephen Lee     |
| 4     | Peter Ebdon     | 30:30    | Mark Selby      |
| 5     | Matthew Stevens | 32:32    | Mark Davis      |
| 6     | Jamie Cope      | 23:23    | Mark Allen      |
| 7     | Stephen Lee     | 32:32    | Peter Ebdon     |
| 8     | Mark Selby      | 03:03    | Mark Davis      |
| 9     | Matthew Stevens | 32:32    | Jamie Cope      |
| 10    | Mark Allen      | 30:30    | Peter Ebdon     |
| 11    | Mark Davis      | 13:13    | Peter Ebdon     |
| 12    | Stephen Lee     | 23:23    | Jamie Cope      |

| Spiel | Spieler 1       | Ergebnis | Spieler 2   |
| ----- | --------------- | -------- | ----------- |
| 13    | Mark Selby      | 13:13    | Stephen Lee |
| 14    | Matthew Stevens | 31:31    | Mark Allen  |
| 15    | Jamie Cope      | 31:31    | Peter Ebdon |
| 16    | Mark Davis      | 03:03    | Stephen Lee |
| 17    | Matthew Stevens | 30:30    | Peter Ebdon |
| 18    | Mark Selby      | 23:23    | Mark Allen  |
| 19    | Matthew Stevens | 23:23    | Stephen Lee |
| 20    | Mark Davis      | 30:30    | Mark Allen  |
| 21    | Mark Selby      | 03:03    | Jamie Cope  |

| Spiel | Spieler 1       | Ergebnis | Spieler 2   |
| ----- | --------------- | -------- | ----------- |
| 13    | Mark Selby      | 13:13    | Stephen Lee |
| 14    | Matthew Stevens | 31:31    | Mark Allen  |
| 15    | Jamie Cope      | 31:31    | Peter Ebdon |
| 16    | Mark Davis      | 03:03    | Stephen Lee |
| 17    | Matthew Stevens | 30:30    | Peter Ebdon |
| 18    | Mark Selby      | 23:23    | Mark Allen  |
| 19    | Matthew Stevens | 23:23    | Stephen Lee |
| 20    | Mark Davis      | 30:30    | Mark Allen  |
| 21    | Mark Selby      | 03:03    | Jamie Cope  |

#### Tabelle
| Pos. | Spieler         | Gegner | Gegner | Gegner | Gegner | Gegner | Gegner | Gegner | Partien | Frames | Punkte | Preisgeld NB |
| ---- | --------------- | ------ | ------ | ------ | ------ | ------ | ------ | ------ | ------- | ------ | ------ | ------------ |
| Pos. | Spieler         | SEL    | EBD    | DAV    | ALL    | COP    | STE    | LEE    | Partien | Frames | Punkte | Preisgeld NB |
| 1    | Mark Selby      |        | 3:0    | 3:0    | 3:2    | 3:0    | 3:2    | 3:1    | 6:0     | 18:5   | 6      | HB5500 £ HB  |
| 2    | Peter Ebdon     | 0:3    |        | 1:3    | 3:0    | 3:1    | 3:0    | 3:2    | 4:2     | 13:9   | 4      | 2300 £       |
| 3    | Mark Davis      | 0:3    | 3:1    |        | 0:3    | 3:1    | 3:2    | 3:0    | 4:2     | 12:10  | 4      | 6000 £       |
| 4    | Mark Allen      | 2:3    | 0:3    | 3:0    |        | 2:3    | 3:1    | 3:1    | 3:3     | 13:11  | 11     | 2900 £       |
| 5    | Jamie Cope      | 0:3    | 1:3    | 1:3    | 3:2    |        | 3:2    | 2:3    | 2:4     | 10:16  | 2      | 1000 £       |
| 6    | Matthew Stevens | 2:3    | 0:3    | 2:3    | 1:3    | 2:3    |        | 3:2    | 1:5     | 10:17  | 1      | 1000 £       |
| 7    | Stephen Lee     | 1:3    | 2:3    | 0:3    | 1:3    | 3:2    | 2:3    |        | 1:5     | 9:17   | 1      | 0900 £       |

Qualifikation für das Halbfinale der Gruppe 4
Qualifikation für Gruppe 5

#### K.-o.-Phase
|  | Halbfinale Best of 5 Frames | Halbfinale Best of 5 Frames | Halbfinale Best of 5 Frames |  |  | Finale Best of 5 Frames | Finale Best of 5 Frames | Finale Best of 5 Frames |
|  |                             |                             |                             |  |  |                         |                         |                         |
|  |                             |                             |                             |  |  |                         |                         |                         |
|  | 1                           | Mark Selby                  | 3                           |  |  |                         |                         |                         |
|  | 4                           | Mark Allen                  | 2                           |  |  |                         |                         |                         |
|  |                             |                             |                             |  |  | 1                       | Mark Selby              | 1                       |
|  |                             |                             |                             |  |  | 3                       | Mark Davis              | 3                       |
|  | 2                           | Peter Ebdon                 | 0                           |  |  |                         |                         |                         |
|  | 3                           | Mark Davis                  | 3                           |  |  |                         |                         |                         |
|  |                             |                             |                             |  |  |                         |                         |                         |

### Gruppe 5
Die Partien der Gruppe 5 fanden am 6. und 7. Februar statt. Barry Hawkins und Mark King waren neu dabei und kamen sofort ins Finale. Hawkins gewann und marschierte durch in die Finalgruppe. Der dritte Neuzugang Ricky Walden verabschiedete sich bereits nach einer Runde wieder, ebenso schied Mark Selby aus, nachdem er zuvor bei vier Anläufen dreimal im Finale verloren hatte.

#### Gruppenspiele
| Spiel | Spieler 1     | Ergebnis | Spieler 2     |
| ----- | ------------- | -------- | ------------- |
| 1     | Peter Ebdon   | 31:31    | Mark Allen    |
| 2     | Jamie Cope    | 30:30    | Barry Hawkins |
| 3     | Ricky Walden  | 31:31    | Mark King     |
| 4     | Mark Selby    | 32:32    | Mark Allen    |
| 5     | Mark Selby    | 31:31    | Peter Ebdon   |
| 6     | Mark Allen    | 23:23    | Jamie Cope    |
| 7     | Barry Hawkins | 30:30    | Ricky Walden  |
| 8     | Mark King     | 31:31    | Mark Selby    |
| 9     | Peter Ebdon   | 32:32    | Jamie Cope    |
| 10    | Barry Hawkins | 13:13    | Mark King     |
| 11    | Mark Allen    | 32:32    | Mark King     |
| 12    | Ricky Walden  | 30:30    | Jamie Cope    |

| Spiel | Spieler 1     | Ergebnis | Spieler 2     |
| ----- | ------------- | -------- | ------------- |
| 1     | Peter Ebdon   | 31:31    | Mark Allen    |
| 2     | Jamie Cope    | 30:30    | Barry Hawkins |
| 3     | Ricky Walden  | 31:31    | Mark King     |
| 4     | Mark Selby    | 32:32    | Mark Allen    |
| 5     | Mark Selby    | 31:31    | Peter Ebdon   |
| 6     | Mark Allen    | 23:23    | Jamie Cope    |
| 7     | Barry Hawkins | 30:30    | Ricky Walden  |
| 8     | Mark King     | 31:31    | Mark Selby    |
| 9     | Peter Ebdon   | 32:32    | Jamie Cope    |
| 10    | Barry Hawkins | 13:13    | Mark King     |
| 11    | Mark Allen    | 32:32    | Mark King     |
| 12    | Ricky Walden  | 30:30    | Jamie Cope    |

| Spiel | Spieler 1   | Ergebnis | Spieler 2     |
| ----- | ----------- | -------- | ------------- |
| 13    | Mark Selby  | 03:03    | Ricky Walden  |
| 14    | Peter Ebdon | 32:32    | Barry Hawkins |
| 15    | Jamie Cope  | 31:31    | Mark King     |
| 16    | Mark Allen  | 23:23    | Ricky Walden  |
| 17    | Peter Ebdon | 23:23    | Mark King     |
| 18    | Mark Selby  | 32:32    | Barry Hawkins |
| 19    | Peter Ebdon | 03:03    | Ricky Walden  |
| 20    | Mark Allen  | 03:03    | Barry Hawkins |
| 21    | Mark Selby  | 32:32    | Jamie Cope    |

| Spiel | Spieler 1   | Ergebnis | Spieler 2     |
| ----- | ----------- | -------- | ------------- |
| 13    | Mark Selby  | 03:03    | Ricky Walden  |
| 14    | Peter Ebdon | 32:32    | Barry Hawkins |
| 15    | Jamie Cope  | 31:31    | Mark King     |
| 16    | Mark Allen  | 23:23    | Ricky Walden  |
| 17    | Peter Ebdon | 23:23    | Mark King     |
| 18    | Mark Selby  | 32:32    | Barry Hawkins |
| 19    | Peter Ebdon | 03:03    | Ricky Walden  |
| 20    | Mark Allen  | 03:03    | Barry Hawkins |
| 21    | Mark Selby  | 32:32    | Jamie Cope    |

#### Tabelle
| Pos. | Spieler       | Gegner | Gegner | Gegner | Gegner | Gegner | Gegner | Gegner | Partien | Frames | Punkte | Preisgeld NB |
| ---- | ------------- | ------ | ------ | ------ | ------ | ------ | ------ | ------ | ------- | ------ | ------ | ------------ |
| Pos. | Spieler       | ALL    | HAW    | EBD    | KIN    | COP    | SEL    | WAL    | Partien | Frames | Punkte | Preisgeld NB |
| 1    | Mark Allen    |        | 3:0    | 3:1    | 2:3    | 3:2    | 3:2    | 3:2    | 5:1     | 17:10  | 5      | 3300 £       |
| 2    | Barry Hawkins | 0:3    |        | 3:2    | 3:1    | 3:0    | 3:2    | 0:3    | 4:2     | 12:11  | 4      | 6000 £       |
| 3    | Peter Ebdon   | 1:3    | 2:3    |        | 3:2    | 2:3    | 3:1    | 3:0    | 3:3     | 14:12  | 3      | 3000 £       |
| 4    | Mark King     | 3:2    | 1:3    | 2:3    |        | 3:1    | 1:3    | 3:1    | 3:3     | 13:13  | 3      | 4800 £       |
| 5    | Jamie Cope    | 2:3    | 0:3    | 3:2    | 1:3    |        | 3:2    | 3:0    | 3:3     | 12:13  | 3      | 1200 £       |
| 6    | Mark Selby    | 2:3    | 2:3    | 1:3    | 3:1    | 2:3    |        | 3:0    | 2:4     | 13:13  | 2      | 1300 £       |
| 7    | Ricky Walden  | 2:3    | 3:0    | 0:3    | 1:3    | 0:3    | 0:3    |        | 1:5     | 6:15   | 1      | HB1100 £ HB  |

Qualifikation für das Halbfinale der Gruppe 5
Qualifikation für Gruppe 6

#### K.-o.-Phase
|  | Halbfinale Best of 5 Frames | Halbfinale Best of 5 Frames | Halbfinale Best of 5 Frames |  |  | Finale Best of 5 Frames | Finale Best of 5 Frames | Finale Best of 5 Frames |
|  |                             |                             |                             |  |  |                         |                         |                         |
|  |                             |                             |                             |  |  |                         |                         |                         |
|  | 1                           | Mark Allen                  | 2                           |  |  |                         |                         |                         |
|  | 4                           | Mark King                   | 3                           |  |  |                         |                         |                         |
|  |                             |                             |                             |  |  | 4                       | Mark King               | 2                       |
|  |                             |                             |                             |  |  | 2                       | Barry Hawkins           | 3                       |
|  | 2                           | Barry Hawkins               | 3                           |  |  |                         |                         |                         |
|  | 3                           | Peter Ebdon                 | 2                           |  |  |                         |                         |                         |
|  |                             |                             |                             |  |  |                         |                         |                         |

### Gruppe 6
Die Partien der Gruppe 6 fanden am 8. und 9. Februar statt. Mark Allen gewann zum zweiten Mal die Vorrunde, diesmal beherrschte er auch die K.-o.-Runde und qualifizierte sich als vorletzter Spieler für die Winners’ Group. Dominic Dale, Marcus Campbell und Joe Perry waren neu hinzugekommen und sicherten sich alle noch eine zweite Chance in Gruppe 7. Für Jamie Cope und Mark King war das Turnier dagegen beendet.

#### Gruppenspiele
| Spiel | Spieler 1       | Ergebnis | Spieler 2       |
| ----- | --------------- | -------- | --------------- |
| 1     | Mark King       | 31:31    | Mark Allen      |
| 2     | Peter Ebdon     | 23:23    | Jamie Cope      |
| 3     | Marcus Campbell | 03:03    | Joe Perry       |
| 4     | Dominic Dale    | 13:13    | Mark King       |
| 5     | Mark Allen      | 03:03    | Peter Ebdon     |
| 6     | Jamie Cope      | 13:13    | Marcus Campbell |
| 7     | Joe Perry       | 31:31    | Dominic Dale    |
| 8     | Mark King       | 31:31    | Peter Ebdon     |
| 9     | Mark Allen      | 03:03    | Jamie Cope      |
| 10    | Marcus Campbell | 23:23    | Dominic Dale    |
| 11    | Joe Perry       | 13:13    | Jamie Cope      |
| 12    | Peter Ebdon     | 23:23    | Dominic Dale    |

| Spiel | Spieler 1       | Ergebnis | Spieler 2       |
| ----- | --------------- | -------- | --------------- |
| 1     | Mark King       | 31:31    | Mark Allen      |
| 2     | Peter Ebdon     | 23:23    | Jamie Cope      |
| 3     | Marcus Campbell | 03:03    | Joe Perry       |
| 4     | Dominic Dale    | 13:13    | Mark King       |
| 5     | Mark Allen      | 03:03    | Peter Ebdon     |
| 6     | Jamie Cope      | 13:13    | Marcus Campbell |
| 7     | Joe Perry       | 31:31    | Dominic Dale    |
| 8     | Mark King       | 31:31    | Peter Ebdon     |
| 9     | Mark Allen      | 03:03    | Jamie Cope      |
| 10    | Marcus Campbell | 23:23    | Dominic Dale    |
| 11    | Joe Perry       | 13:13    | Jamie Cope      |
| 12    | Peter Ebdon     | 23:23    | Dominic Dale    |

| Spiel | Spieler 1    | Ergebnis | Spieler 2       |
| ----- | ------------ | -------- | --------------- |
| 13    | Mark King    | 32:32    | Joe Perry       |
| 14    | Mark Allen   | 23:23    | Marcus Campbell |
| 15    | Peter Ebdon  | 13:13    | Joe Perry       |
| 16    | Dominic Dale | 23:23    | Jamie Cope      |
| 17    | Mark Allen   | 23:23    | Dominic Dale    |
| 18    | Mark King    | 32:32    | Marcus Campbell |
| 19    | Peter Ebdon  | 13:13    | Marcus Campbell |
| 20    | Mark King    | 13:13    | Jamie Cope      |
| 21    | Mark Allen   | 32:32    | Joe Perry       |

| Spiel | Spieler 1    | Ergebnis | Spieler 2       |
| ----- | ------------ | -------- | --------------- |
| 13    | Mark King    | 32:32    | Joe Perry       |
| 14    | Mark Allen   | 23:23    | Marcus Campbell |
| 15    | Peter Ebdon  | 13:13    | Joe Perry       |
| 16    | Dominic Dale | 23:23    | Jamie Cope      |
| 17    | Mark Allen   | 23:23    | Dominic Dale    |
| 18    | Mark King    | 32:32    | Marcus Campbell |
| 19    | Peter Ebdon  | 13:13    | Marcus Campbell |
| 20    | Mark King    | 13:13    | Jamie Cope      |
| 21    | Mark Allen   | 32:32    | Joe Perry       |

#### Tabelle
| Pos. | Spieler         | Gegner | Gegner | Gegner | Gegner | Gegner | Gegner | Gegner | Partien | Frames | Punkte | Preisgeld NB |
| ---- | --------------- | ------ | ------ | ------ | ------ | ------ | ------ | ------ | ------- | ------ | ------ | ------------ |
| Pos. | Spieler         | ALL    | EBD    | DAL    | CAM    | PER    | KIN    | COP    | Partien | Frames | Punkte | Preisgeld NB |
| 1    | Mark Allen      |        | 3:0    | 3:2    | 3:2    | 2:3    | 3:1    | 3:0    | 5:1     | 17:8   | 5      | 6500 £       |
| 2    | Peter Ebdon     | 0:3    |        | 3:2    | 3:1    | 3:1    | 3:1    | 3:2    | 5:1     | 15:10  | 5      | HB3600 £ HB  |
| 3    | Dominic Dale    | 2:3    | 2:3    |        | 2:3    | 3:1    | 3:1    | 3:2    | 3:3     | 15:13  | 3      | 5000 £       |
| 4    | Marcus Campbell | 2:3    | 1:3    | 3:2    |        | 3:0    | 3:2    | 1:3    | 3:3     | 13:13  | 2      | 2600 £       |
| 5    | Joe Perry       | 3:2    | 1:3    | 1:3    | 0:3    |        | 3:2    | 3:1    | 3:3     | 11:14  | 3      | 1100 £       |
| 6    | Mark King       | 1:3    | 1:3    | 1:3    | 2:3    | 2:3    |        | 3:1    | 1:5     | 10:16  | 1      | 1000 £       |
| 7    | Jamie Cope      | 0:3    | 2:3    | 2:3    | 3:1    | 1:3    | 1:3    |        | 1:5     | 9:16   | 1      | 0900 £       |

Qualifikation für das Halbfinale der Gruppe 6
Qualifikation für Gruppe 7

#### K.-o.-Phase
|  | Halbfinale Best of 5 Frames | Halbfinale Best of 5 Frames | Halbfinale Best of 5 Frames |  |  | Finale Best of 5 Frames | Finale Best of 5 Frames | Finale Best of 5 Frames |
|  |                             |                             |                             |  |  |                         |                         |                         |
|  |                             |                             |                             |  |  |                         |                         |                         |
|  | 1                           | Mark Allen                  | 3                           |  |  |                         |                         |                         |
|  | 4                           | Marcus Campbell             | 1                           |  |  |                         |                         |                         |
|  |                             |                             |                             |  |  | 1                       | Mark Allen              | 3                       |
|  |                             |                             |                             |  |  | 3                       | Dominic Dale            | 2                       |
|  | 2                           | Peter Ebdon                 | 2                           |  |  |                         |                         |                         |
|  | 3                           | Dominic Dale                | 3                           |  |  |                         |                         |                         |
|  |                             |                             |                             |  |  |                         |                         |                         |

### Gruppe 7
Mit den Partien der Gruppe 7 am 19. und 20. März endete die Qualifikationsphase für die Winners’ Group des Turniers. Ryan Day, Tom Ford und Ding Junhui waren die letzten Spieler, die noch einmal neu hinzukamen, und alle drei erreichten die K.-o.-Phase. Im Endspiel besiegte Ding Ford und sicherte sich Platz 7 in der Abschlussrunde.

#### Gruppenspiele
| Spiel | Spieler 1       | Ergebnis | Spieler 2       |
| ----- | --------------- | -------- | --------------- |
| 1     | Dominic Dale    | 13:13    | Peter Ebdon     |
| 2     | Marcus Campbell | 13:13    | Joe Perry       |
| 3     | Ding Junhui     | 32:32    | Ryan Day        |
| 4     | Tom Ford        | 03:03    | Dominic Dale    |
| 5     | Peter Ebdon     | 31:31    | Marcus Campbell |
| 6     | Joe Perry       | 32:32    | Ding Junhui     |
| 7     | Ryan Day        | 31:31    | Tom Ford        |
| 8     | Dominic Dale    | 13:13    | Marcus Campbell |
| 9     | Peter Ebdon     | 32:32    | Joe Perry       |
| 10    | Ding Junhui     | 31:31    | Tom Ford        |
| 11    | Marcus Campbell | 32:32    | Tom Ford        |
| 12    | Ryan Day        | 03:03    | Joe Perry       |

| Spiel | Spieler 1       | Ergebnis | Spieler 2       |
| ----- | --------------- | -------- | --------------- |
| 1     | Dominic Dale    | 13:13    | Peter Ebdon     |
| 2     | Marcus Campbell | 13:13    | Joe Perry       |
| 3     | Ding Junhui     | 32:32    | Ryan Day        |
| 4     | Tom Ford        | 03:03    | Dominic Dale    |
| 5     | Peter Ebdon     | 31:31    | Marcus Campbell |
| 6     | Joe Perry       | 32:32    | Ding Junhui     |
| 7     | Ryan Day        | 31:31    | Tom Ford        |
| 8     | Dominic Dale    | 13:13    | Marcus Campbell |
| 9     | Peter Ebdon     | 32:32    | Joe Perry       |
| 10    | Ding Junhui     | 31:31    | Tom Ford        |
| 11    | Marcus Campbell | 32:32    | Tom Ford        |
| 12    | Ryan Day        | 03:03    | Joe Perry       |

| Spiel | Spieler 1       | Ergebnis | Spieler 2   |
| ----- | --------------- | -------- | ----------- |
| 13    | Dominic Dale    | 30:30    | Ryan Day    |
| 14    | Peter Ebdon     | 31:31    | Ding Junhui |
| 15    | Joe Perry       | 31:31    | Tom Ford    |
| 16    | Marcus Campbell | 03:03    | Ryan Day    |
| 17    | Peter Ebdon     | 03:03    | Tom Ford    |
| 18    | Dominic Dale    | 30:30    | Ding Junhui |
| 19    | Marcus Campbell | 32:32    | Ding Junhui |
| 20    | Peter Ebdon     | 23:23    | Ryan Day    |
| 21    | Dominic Dale    | 32:32    | Joe Perry   |

| Spiel | Spieler 1       | Ergebnis | Spieler 2   |
| ----- | --------------- | -------- | ----------- |
| 13    | Dominic Dale    | 30:30    | Ryan Day    |
| 14    | Peter Ebdon     | 31:31    | Ding Junhui |
| 15    | Joe Perry       | 31:31    | Tom Ford    |
| 16    | Marcus Campbell | 03:03    | Ryan Day    |
| 17    | Peter Ebdon     | 03:03    | Tom Ford    |
| 18    | Dominic Dale    | 30:30    | Ding Junhui |
| 19    | Marcus Campbell | 32:32    | Ding Junhui |
| 20    | Peter Ebdon     | 23:23    | Ryan Day    |
| 21    | Dominic Dale    | 32:32    | Joe Perry   |

#### Tabelle
| Pos. | Spieler         | Gegner | Gegner | Gegner | Gegner | Gegner | Gegner | Gegner | Partien | Frames | Punkte | Preisgeld NB |
| ---- | --------------- | ------ | ------ | ------ | ------ | ------ | ------ | ------ | ------- | ------ | ------ | ------------ |
| Pos. | Spieler         | FOR    | DIN    | CAM    | DAY    | EBD    | PER    | DAL    | Partien | Frames | Punkte | Preisgeld NB |
| 1    | Tom Ford        |        | 3:1    | 3:2    | 3:1    | 0:3    | 3:1    | 3:0    | 5:1     | 15:8   | 5      | 4400 £       |
| 2    | Ding Junhui     | 1:3    |        | 3:2    | 2:3    | 3:1    | 3:2    | 3:0    | 4:2     | 15:11  | 4      | 6300 £       |
| 3    | Marcus Campbell | 2:3    | 2:3    |        | 3:0    | 3:1    | 3:1    | 1:3    | 3:3     | 14:11  | 3      | HB2900 £ HB  |
| 4    | Ryan Day        | 1:3    | 3:2    | 0:3    |        | 2:3    | 3:0    | 3:0    | 3:3     | 12:11  | 3      | 2800 £       |
| 5    | Peter Ebdon     | 3:0    | 1:3    | 1:3    | 3:2    |        | 2:3    | 1:3    | 2:4     | 11:14  | 2      | 1100 £       |
| 6    | Joe Perry       | 1:3    | 2:3    | 1:3    | 0:3    | 3:2    |        | 3:2    | 2:4     | 10:16  | 2      | 1000 £       |
| 7    | Dominic Dale    | 0:3    | 0:3    | 3:1    | 0:3    | 3:1    | 2:3    |        | 2:4     | 8:14   | 2      | 0800 £       |

Qualifikation für das Halbfinale der Gruppe 7

#### K.-o.-Phase
|  | Halbfinale Best of 5 Frames | Halbfinale Best of 5 Frames | Halbfinale Best of 5 Frames |  |  | Finale Best of 5 Frames | Finale Best of 5 Frames | Finale Best of 5 Frames |
|  |                             |                             |                             |  |  |                         |                         |                         |
|  |                             |                             |                             |  |  |                         |                         |                         |
|  | 1                           | Tom Ford                    | 3                           |  |  |                         |                         |                         |
|  | 4                           | Ryan Day                    | 2                           |  |  |                         |                         |                         |
|  |                             |                             |                             |  |  | 1                       | Tom Ford                | 0                       |
|  |                             |                             |                             |  |  | 2                       | Ding Junhui             | 3                       |
|  | 2                           | Ding Junhui                 | 3                           |  |  |                         |                         |                         |
|  | 3                           | Marcus Campbell             | 0                           |  |  |                         |                         |                         |
|  |                             |                             |                             |  |  |                         |                         |                         |

## Winners’ Group

### Gruppenspiele
Die Sieger der sieben Gruppen hatten sich für die Gruppenphase der Finalrunde qualifiziert und spielten im Round-Robin-Modus um den Einzug ins Halbfinale. Die Spiele fanden am 21. und 22. März statt.
| Spiel | Spieler 1      | Ergebnis | Spieler 2      |
| ----- | -------------- | -------- | -------------- |
| 1     | Judd Trump     | 13:13    | Shaun Murphy   |
| 2     | Neil Robertson | 31:31    | Mark Davis     |
| 3     | Barry Hawkins  | 31:31    | Mark Allen     |
| 4     | Ding Junhui    | 32:32    | Judd Trump     |
| 5     | Shaun Murphy   | 23:23    | Neil Robertson |
| 6     | Mark Davis     | 31:31    | Barry Hawkins  |
| 7     | Mark Allen     | 32:32    | Ding Junhui    |
| 8     | Judd Trump     | 13:13    | Neil Robertson |
| 9     | Shaun Murphy   | 23:23    | Mark Davis     |
| 10    | Barry Hawkins  | 30:30    | Ding Junhui    |
| 11    | Neil Robertson | 30:30    | Ding Junhui    |
| 12    | Mark Allen     | 23:23    | Mark Davis     |

| Spiel | Spieler 1      | Ergebnis | Spieler 2      |
| ----- | -------------- | -------- | -------------- |
| 1     | Judd Trump     | 13:13    | Shaun Murphy   |
| 2     | Neil Robertson | 31:31    | Mark Davis     |
| 3     | Barry Hawkins  | 31:31    | Mark Allen     |
| 4     | Ding Junhui    | 32:32    | Judd Trump     |
| 5     | Shaun Murphy   | 23:23    | Neil Robertson |
| 6     | Mark Davis     | 31:31    | Barry Hawkins  |
| 7     | Mark Allen     | 32:32    | Ding Junhui    |
| 8     | Judd Trump     | 13:13    | Neil Robertson |
| 9     | Shaun Murphy   | 23:23    | Mark Davis     |
| 10    | Barry Hawkins  | 30:30    | Ding Junhui    |
| 11    | Neil Robertson | 30:30    | Ding Junhui    |
| 12    | Mark Allen     | 23:23    | Mark Davis     |

| Spiel | Spieler 1      | Ergebnis | Spieler 2     |
| ----- | -------------- | -------- | ------------- |
| 13    | Judd Trump     | 31:31    | Mark Allen    |
| 14    | Shaun Murphy   | 30:30    | Barry Hawkins |
| 15    | Mark Davis     | 31:31    | Ding Junhui   |
| 16    | Neil Robertson | 13:13    | Mark Allen    |
| 17    | Shaun Murphy   | 23:23    | Ding Junhui   |
| 18    | Judd Trump     | 32:32    | Barry Hawkins |
| 19    | Neil Robertson | 23:23    | Barry Hawkins |
| 20    | Shaun Murphy   | 31:31    | Mark Allen    |
| 21    | Judd Trump     | 32:32    | Mark Davis    |

| Spiel | Spieler 1      | Ergebnis | Spieler 2     |
| ----- | -------------- | -------- | ------------- |
| 13    | Judd Trump     | 31:31    | Mark Allen    |
| 14    | Shaun Murphy   | 30:30    | Barry Hawkins |
| 15    | Mark Davis     | 31:31    | Ding Junhui   |
| 16    | Neil Robertson | 13:13    | Mark Allen    |
| 17    | Shaun Murphy   | 23:23    | Ding Junhui   |
| 18    | Judd Trump     | 32:32    | Barry Hawkins |
| 19    | Neil Robertson | 23:23    | Barry Hawkins |
| 20    | Shaun Murphy   | 31:31    | Mark Allen    |
| 21    | Judd Trump     | 32:32    | Mark Davis    |

### Tabelle
| Pos. | Spieler        | Gegner | Gegner | Gegner | Gegner | Gegner | Gegner | Gegner | Partien | Frames | Punkte | Preisgeld NB |
| ---- | -------------- | ------ | ------ | ------ | ------ | ------ | ------ | ------ | ------- | ------ | ------ | ------------ |
| Pos. | Spieler        | DIN    | ALL    | TRU    | HAW    | MUR    | DAV    | ROB    | Partien | Frames | Punkte | Preisgeld NB |
| 1    | Ding Junhui    |        | 3:2    | 2:3    | 3:0    | 2:3    | 3:1    | 3:0    | 4:2     | 16:9   | 4      | 16.600 £     |
| 2    | Mark Allen     | 2:3    |        | 3:1    | 3:1    | 3:1    | 3:2    | 1:3    | 4:2     | 15:11  | 4      | HB6.500 £ HB |
| 3    | Judd Trump     | 3:2    | 1:3    |        | 2:3    | 3:1    | 2:3    | 3:1    | 3:3     | 14:13  | 3      | 10.400 £     |
| 4    | Barry Hawkins  | 0:3    | 1:3    | 3:2    |        | 3:0    | 3:1    | 2:3    | 3:3     | 12:12  | 2      | 06.900 £     |
| 5    | Shaun Murphy   | 3:2    | 1:3    | 1:3    | 0:3    |        | 3:2    | 3:1    | 3:3     | 11:14  | 3      | 03.300 £     |
| 6    | Mark Davis     | 1:3    | 2:3    | 3:2    | 1:3    | 2:3    |        | 3:1    | 2:4     | 12:15  | 2      | 03.600 £     |
| 7    | Neil Robertson | 0:3    | 3:1    | 1:3    | 3:2    | 2:3    | 1:3    |        | 2:4     | 10:15  | 2      | 03.000 £     |

Qualifikation für das Halbfinale der Winners’ Group

### K.-o.-Phase
|  | Halbfinale Best of 5 Frames | Halbfinale Best of 5 Frames | Halbfinale Best of 5 Frames |  |  | Finale Best of 5 Frames | Finale Best of 5 Frames | Finale Best of 5 Frames |
|  |                             |                             |                             |  |  |                         |                         |                         |
|  |                             |                             |                             |  |  |                         |                         |                         |
|  | 1                           | Ding Junhui                 | 3                           |  |  |                         |                         |                         |
|  | 4                           | Barry Hawkins               | 1                           |  |  |                         |                         |                         |
|  |                             |                             |                             |  |  | 1                       | Ding Junhui             | 3                       |
|  |                             |                             |                             |  |  | 3                       | Judd Trump              | 1                       |
|  | 2                           | Mark Allen                  | 0                           |  |  |                         |                         |                         |
|  | 3                           | Judd Trump                  | 3                           |  |  |                         |                         |                         |
|  |                             |                             |                             |  |  |                         |                         |                         |

### Finale
| Finale: Best of 5 Frames Crondon Park Golf Club, Stock, England, 22. März 2012 |                |            |
| Ding Junhui                                                                    | 3:1            | Judd Trump |
| 131:0 (117), 15:72, 70:10 (70), 86:5 (81)                                      |                |            |
| 117                                                                            | Höchstes Break | –          |
| 1                                                                              | Century-Breaks | –          |
| 3                                                                              | 50+-Breaks     | –          |

## Century-Breaks
109 Breaks von mindestens 100 Punkten wurden in den 8 Runden insgesamt erzielt. 22 der 25 Teilnehmer gelang mindestens ein Century-Break. 144 Punkte am Stück gelangen Mark Allen in der Winners’ Group und damit das höchste Break im Turnier. 

### Qualifikationsgruppen
Anzahl: 93
| Neil Robertson   | 1432, 136, 116, 115, 109                                                                     |
| Mark Selby       | 142 (2×)3 / 4, 138, 136, 133, 129, 128 (2×), 122, 121, 118 116, 111, 110 (2×), 107, 100 (2×) |
| Peter Ebdon      | 1426, 136, 122, 111, 101                                                                     |
| Ricky Walden     | 1425                                                                                         |
| Dominic Dale     | 137, 125                                                                                     |
| Jamie Cope       | 136, 131, 122, 110, 108, 101, 100                                                            |
| Shaun Murphy     | 136, 120, 115, 110, 105, 100                                                                 |
| Andrew Higginson | 1351                                                                                         |
| Mark Allen       | 134, 130, 128, 125, 116, 115, 103, 100 (2×)                                                  |
| Mark Davis       | 133, 100                                                                                     |
| Judd Trump       | 131, 121, 119, 118, 110, 109                                                                 |

| Martin Gould    | 130, 110, 108, 101           |
| Mark King       | 128, 103                     |
| Matthew Stevens | 127, 122, 118, 107, 105, 101 |
| Ding Junhui     | 1277, 122, 109               |
| Stephen Hendry  | 125, 112                     |
| Tom Ford        | 123, 105                     |
| Ryan Day        | 122, 116                     |
| Ali Carter      | 120, 118, 101                |
| Barry Hawkins   | 107, 100                     |
| Stephen Lee     | 101                          |
| Joe Perry       | 100                          |

x die hochgestellte Zahl markiert das jeweils höchste Break in Gruppe x

### Winners’ Group
Anzahl: 16
| Mark Allen     | 144                |
| Ding Junhui    | 142, 117, 104, 102 |
| Mark Davis     | 128, 100           |
| Neil Robertson | 127, 113, 106      |
| Barry Hawkins  | 122, 115, 110 (2×) |
| Judd Trump     | 104, 101           |